# Monommatini
Monommatini es una  tribu de coleópteros polífagos tenebrionoideos pertenecientes a la familia Zopheridae.

## Géneros
Comprende los siguientes géneros:
- Aspathines
- Hyporhagus
- Inscutomonomma Pic, 1951
- Monomma Klug, 1833